# Micromalthidae
Micromalthidae je čeleď brouků.

## Rody
- Micromalthus LeConte, 1878
  - Micromalthus debilis LeConte, 1878
  - Micromalthus eocenicus Kirejtshuk, Nel & Collomb, 2010
- † Cretomalthus
  - † Cretomalthus acracrowsonorum Kirejtshuk & Azar, 2008